# 미쓰케지마

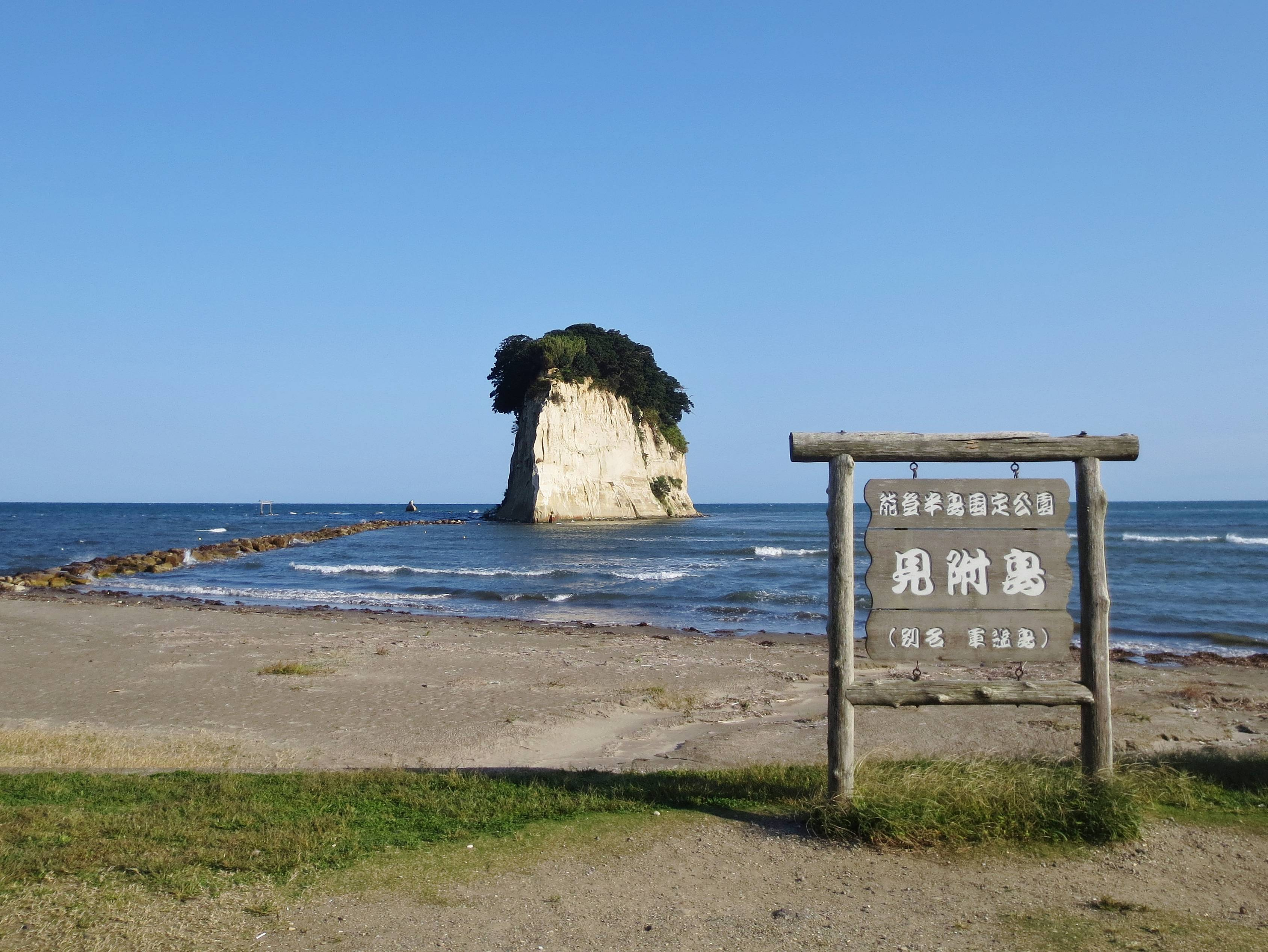
미쓰케지마

미쓰케지마(일본어: 見附島, 견부도)는 일본 이시카와현 스즈시에 위치한 무인도이다. 이 섬의 모양 때문에 군칸지마(軍艦島)로도 불리며 이는 나가사키현 하시마섬의 일반명이기도 하다. 민속에 따르면 이 섬의 이름 "미쓰케지마"는 사도시에서 여행하던 도중 이 섬을 처음 발견한 불교 승려, 학자이자 미술가 구카이가 명명하였다. 길이는 약 150미터, 너비는 50미터, 해발 30미터에 위치한다. 2022년 노토반도 지진・2023년 노토반도 지진으로 섬 일부가 붕괴한 후, 2024년 노토반도 지진으로 섬의 대부분이 붕괴되었다.